# Halogeton glomeratus
Halogeton glomeratus är en amarantväxtart som först beskrevs av Friedrich August Marschall von Bieberstein, och fick sitt nu gällande namn av Carl Anton von Meyer. Halogeton glomeratus ingår i släktet Halogeton och familjen amarantväxter. Utöver nominatformen finns också underarten H. g. tibeticus.